# موسی مرزوق
موسی لیتو مرزوق (به عبری: משה מרזוק) (به عربی: موسى ليتو مرزوق) یک یهودی مصری بود که در سال ۱۹۵۵ توسط دولت مصر به خاطر شرکت در عملیات نظامی-اطلاعاتی اسرائیل به دار آویخته شد.

## ماجرای لاون
پیش زمینه
حدود یک سال پس از برکناری محمد مصدق، عملیات نظامی مخفیانه‌ای علیه ایالات متحده و انگلستان نه توسط دشمنشان اتحاد جماهیر شوروی، بلکه توسط اسرائیل طراحی شد. ریشه اولیه این عملیات که کد آن سوزاناه (به انگلیسی: SUSANNAH) بود، به سال ۱۹۵۱ باز می‌گشت؛ زمانی که بنجامین گیبلی*، رئیس سازمانی اطلاعاتی نظامی اسرائیل تصمیم به تشکیل ستون پنجم در مصر با هدف نابودی تأسیسات شهری و نظامی در هنگام جنگ کرد. گیبلی برای ساختن چنین شبکه جاسوسی ای شولمو هیلل* را به مصر فرستاد تا با جوانان یهودی باهوش مصری ارتباط برقرار کند. در این سفر یک افسر اطلاعاتی واحد ۱۳۱ به نام آوراهام دار، او را همراهی می‌کرد. آوراهام دار* کاغذهایی به همراه داشت که هویت او را (به انگلیسی: John Darling) متولد جبل‌الطارق و نماینده فروش لوازم الکترونیکی یک شرکت انگلیسی معرفی می‌کرد. آوراهام
دار موافق به استخدام دو یهودی سرشناس، موسی مرزوق از قاهره و شموئل آذر* از اسکندریه، جهت هدایت شبکه‌های جاسوسی در نواحی شان شد. آوراهام دار که در ماه اوت سال ۱۹۵۱ نماینده ارشد اطلاعاتی اصلی اسرائیل در مصر شده بود، مصر را ترک گفت. او یک افسر اطلاعاتی و یک فرستنده رادیویی برای برقراری ارتباط با تلاویو در اختیار موسی مرزوق گذاشت.
اعطای کانال سوئز به مصر و تلاش اسرائیل برای بی اعتبار کردن مصر
در سال ۱۹۵۴ این گروه برای کاستن محبوبیت مصر در افکار عمومی جهان اقدام به یکسری بمب گذاری در مصر نمود، از جمله بمب گذاری در یک دفتر پستی در اسکندریه، دو کتابخانه آمریکایی در قاهره و اسکندریه و یک تئاتر انگلیسی که همگی جزو عملیات سوزانا سازمان جاسوسی اسرائیل یا موساد بود. این عملیات به ماجرای لاون معروف شد. هدف این عملیات این بود که مسئولیت این بمبگذاری‌ها به عهده گروه اخوان المسلمین انداخته شده و وجهه عمومی گروه مذکور تخریب گردد.
مرزوق به همرا همدستان دیگر یهودیش توسط دولت مصر دستگیر شد و بعد از مدتی به جرایم خود اعتراف نمود و سپس در محل زندان قاهره اعدام شد. در سال ۲۰۰۶ موشه کاتساو رئیس‌جمهور اسرائیل بابت بمبگذاری‌های انجام شده توسط مرزوق در اماکن عمومی، مراسمی را به افتخار او برگزار کرد و به او (پس از مرگ) نشان افتخار اسرائیل را اهدا نمود.